# Doctor Foster
Doctor Foster, è una serie televisiva britannica trasmessa dal 9 settembre 2015 su BBC One.

## Distribuzione
In Italia, la prima stagione della serie è stata interamente pubblicata sul sito web Netflix il 31 marzo 2016, mentre in chiaro è andata in onda su Rai 1 l'11 e il 12 aprile 2017. La seconda stagione è stata pubblicata su Netflix il 2 novembre 2017.

## Trama
La serie racconta le vicende della dottoressa Gemma Foster, la quale sospetta che il marito  abbia una relazione segreta con un'altra donna, e indagando, scoprirà un terribile segreto che le cambierà la vita per sempre.

## Episodi
| Stagione         | Episodi | Prima TV UK | Prima TV Italia |
| ---------------- | ------- | ----------- | --------------- |
| Prima stagione   | 5       | 2015        | 2016            |
| Seconda stagione | 5       | 2017        | 2017            |

## Produzione
Alla fine della prima stagione, la serie è stata rinnovata per una seconda. Tra gli attori già presenti nel cast risultano Suranne Jones e Bertie Carvel. All'evento 21st National Television Awards Jones ha annunciato che le riprese della nuova stagione inizieranno da settembre 2016.